# Abries
Abries (en francès Abriès) és un antic municipi de França de la regió de Provença-Alps-Costa Blava, al departament dels Alts Alps. Des del 1er de gener de 2019 es fusionada amb Ristolàs en el municipi nou d'Abries i Ristolàs.

## Demografia
| Evolució de la població |       |       |       |       |       |       |       |       |
| 1793                    | 1800  | 1806  | 1821  | 1831  | 1836  | 1841  | 1846  | 1851  |
| 1.511                   | 1.935 | 2.078 | 1.803 | 1.838 | 1.829 | 1.626 | 1.726 | 1.512 |

| 1856  | 1861  | 1866  | 1872  | 1876  | 1881 | 1886 | 1891 | 1896 |
| ----- | ----- | ----- | ----- | ----- | ---- | ---- | ---- | ---- |
| 1.528 | 1.346 | 1.202 | 1.204 | 1.125 | 910  | 841  | 748  | 696  |

| 1901 | 1906 | 1911 | 1921 | 1926 | 1931 | 1936 | 1946 | 1954 |
| ---- | ---- | ---- | ---- | ---- | ---- | ---- | ---- | ---- |
| 654  | 668  | 627  | 511  | 406  | 414  | 370  | 275  | 264  |

| 1962 | 1968 | 1975 | 1982 | 1990 | 1999 | 2006 | 2011 | 2016 |
| ---- | ---- | ---- | ---- | ---- | ---- | ---- | ---- | ---- |
| 205  | 195  | 207  | 271  | 297  | 354  | -    | -    | -    |

| 2019 | - | - | - | - | - | - | - | - |
| ---- | - | - | - | - | - | - | - | - |
| -    | - | - | - | - | - | - | - | - |

## Administració
| Període                | Identitat         | Partit |
| ---------------------- | ----------------- | ------ |
| 1983-1989              | René Vincent      |        |
| 1989-1995              | Claude Wurteisen  | PCF    |
| 1995-2001              | Jean Carre        |        |
| 2001-2014              | Joëlle Ocana      |        |
| 2014- desembre de 2018 | Jacques Bonnardel |        |